# Gros Blancs
Les Gros Blancs forment un groupe ethnique et socioéconomique de l'île de La Réunion. Il s'agit des descendants de populations d'origine européenne souvent d'ascendance aristocratique qui ont immigré depuis la France métropolitaine à la faveur de la colonisation de l'île à compter du milieu du XVIIe siècle et qui ont conservé un statut économique élevé depuis lors, à la différence des Petits Blancs des Hauts.

## Nombre
La loi interdisant les statistiques ethniques en France, il est difficile de dénombrer ceux que l'on appelle les Gros Blancs avec précision, et seules des approximations plus ou moins douteuses sont disponibles. Ceci est d'autant plus vrai que ce groupe a eu tendance à disparaître en se confondant dans celui des petits Blancs et des Zoreilles.

## Personnalités considérées comme des Gros Blancs
- Jacques de Chateauvieux
- Madame Desbassayns
- Jules Dejean de Caderousse de La Bâtie
- Gabriel Le Coat de Kerveguen
- Julien Gaultier de Rontaunay
- Manuel Texeira Da Motta (dit Techer)